# Halowe Mistrzostwa Czech w Lekkoatletyce 1993
Halowe Mistrzostwa Czech w Lekkoatletyce w 1993 – halowe zawody lekkoatletyczne organizowane przez Český atletický svaz, które odbyły się 20 i 21 lutego w Pradze. Były to pierwsze zawody tego rodzaju po rozpadzie Czechosłowacji.

## Rezultaty
| PB - rekord życiowy \| SB - najlepszy wynik w sezonie \| NR – halowy rekord kraju |

### Mężczyźni
| Konkurencja:              | 1. miejsce        | Rezultat | 2. miejsce       | Rezultat | 3. miejsce                | Rezultat |
| Bieg na 50 m              | Jiří Valík        | 5,78     | Ivan Stinka      | 5,92     | Walter Pilch              | 5,94     |
| Bieg na 200 m             | Jiří Valík        | 21,41    | Walter Pilch     | 21,73    | Jiří Ondráček             | 21,87    |
| Bieg na 400 m             | Vilém Ondráček    | 47,76    | Miloslav Sýkora  | 47,80    | Petr Punčochář            | 48,46    |
| Bieg na 800 m             | Martin Kučera     | 1:54,02  | Kamil Hůrka      | 1:54,13  | Martin Novák              | 1:54,34  |
| Bieg na 1500 m            | Milan Drahoňovský | 3:46,12  | Jiří Šoptenko    | 3:47,04  | Michael Nejedlý           | 3:48,52  |
| Bieg na 3000 m            | Radim Kunčický    | 8:20,61  | Jiří Klesnil     | 8:20,75  | Jan Kamler                | 8:21,69  |
| Bieg na 50 m przez płotki | Matěj Haranta     | 6,70     | Tomáš Dvořák     | 6,71     | Viktor Zbožínek           | 6,71     |
| Chód na 5000 m            | Jiří Malysa       | 19:24,82 | Tomáš Kratochvíl | 19:27,68 | Miloš Holuša              | 20:09,21 |
| Skok wzwyż                | Leo Zdráhal       | 2,15     | Josef Bělohlávek | 2,15     | Tomáš Janků Jiří Viktorin | 2,10     |
| Skok o tyczce             | František Jansa   | 5,50     | Martin Kysela    | 5,21     | Pavel Sluka               | 5,10     |
| Skok w dal                | Milan Gombala     | 8,11     | Roman Orlík      | 7,94     | Ivo Krsek                 | 7,71     |
| Trójskok                  | Michal Coubal     | 15,95    | Jiří Brázdil     | 15,68    | Pavel Wiedermann          | 15,57    |
| Pchnięcie kulą            | Jan Bártl         | 19,06    | Remigius Machura | 16,09    | František Michálek        | 15,98    |
| Siedmiobój                | Tomáš Dvořák      | 5707     | Peter Sóldos     | 5407     | Kamil Damašek             | 5402     |

### Kobiety
| Konkurencja:              | 1. miejsce          | Rezultat | 2. miejsce        | Rezultat | 3. miejsce          | Rezultat |
| Bieg na 50 m              | Monika Špičková     | 6,42     | Hana Benešová     | 6,43     | Denisa Němcová      | 6,56     |
| Bieg na 200 m             | Hana Benešová       | 24,01    | Monika Špičková   | 24,46    | Denisa Němcová      | 24,83    |
| Bieg na 400 m             | Naděžda Koštovalová | 53,8     | Ludmila Formanová | 54,2     | Yveta Pořízková     | 56,74    |
| Bieg na 800 m             | Ivana Kubešová      | 2:08,33  | Romana Sanigová   | 2:09,23  | Lenka Žižková       | 2:10,08  |
| Bieg na 1500 m            | Věra Kunčická       | 4:23,06  | Jana Švejdová     | 4:25,46  | Andrea Bergmanová   | 4:41,94  |
| Bieg na 3000 m            | Věra Kunčická       | 9:56,21  | Věra Horká        | 9:58,35  | Radka Pátková       | 9:58,51  |
| Bieg na 50 m przez płotki | Zuzana Machotková   | 7,23     | Helena Vinařová   | 7,32     | Jana Švarná         | 7,34     |
| Chód na 3000 m            | Kamila Holpuchová   | 13:07,53 | Renata Sládečková | 13:38,17 | Jana Slesinská      | 15:07,52 |
| Skok wzwyż                | Šárka Nováková      | 1,89     | Alena Varcholová  | 1,86     | Šárka Kašpárková    | 1,83     |
| Skok o tyczce             | Daniela Bártová     | 3,50     | Jana Kábová       | 3,40     | Hana Mešejdová      | 3,00     |
| Skok w dal                | Jitka Kubová        | 6,26     | Gabriela Váňová   | 6,17     | Magdaléna Nedvědová | 5,96     |
| Trójskok                  | Šárka Kašpárková    | 13,55    | Alice Matějková   | 12,46    | Renata Černá        | 12,35    |
| Pchnięcie kulą            | Zdeňka Šilhavá      | 15,97    | Alice Matějková   | 15,85    | Petra Jurášková     | 14,73    |
| Pięciobój                 | Jana Švarná         | 3819     | Zuzana Machotková | 3818     | Dana Jandová        | 3698     |